# Distretto di Jindřichův Hradec
Il distretto di Jindřichův Hradec (in ceco okres Jindřichův Hradec) è un distretto della Repubblica Ceca nella regione della Boemia Meridionale. Il capoluogo di distretto è la città di Jindřichův Hradec.

## Geografia antropica
Il distretto conta 106 comuni:

### Città
- České Velenice
- Dačice
- Deštná
- Jindřichův Hradec
- Kardašova Řečice
- Lomnice nad Lužnicí
- Nová Bystřice
- Nová Včelnice
- Slavonice
- Stráž nad Nežárkou
- Strmilov
- Suchdol nad Lužnicí
- Třeboň

### Comuni mercato
- Chlum u Třeboně

### Comuni
- Báňovice
- Bednárec
- Bednáreček
- Blažejov
- Bořetín
- Březina
- Budeč
- Budíškovice
- Cep
- Cizkrajov
- Červený Hrádek
- Český Rudolec
- Číměř
- Člunek
- Dešná
- Dívčí Kopy
- Dobrohošť
- Dolní Pěna
- Dolní Žďár
- Domanín
- Doňov
- Drunče
- Dunajovice
- Dvory nad Lužnicí
- Frahelž
- Hadravova Rosička
- Halámky
- Hamr
- Hatín
- Heřmaneč
- Horní Meziříčko
- Horní Němčice
- Horní Pěna
- Horní Radouň
- Horní Skrýchov
- Horní Slatina
- Hospříz
- Hrachoviště
- Hříšice
- Jarošov nad Nežárkou
- Jilem
- Kačlehy
- Kamenný Malíkov
- Klec
- Kostelní Radouň
- Kostelní Vydří
- Kunžak
- Lásenice
- Lodhéřov
- Lužnice
- Majdalena
- Nová Olešná
- Nová Ves nad Lužnicí
- Novosedly nad Nežárkou
- Okrouhlá Radouň
- Peč
- Písečné
- Pístina
- Plavsko
- Pleše
- Pluhův Žďár
- Polště
- Ponědraž
- Ponědrážka
- Popelín
- Příbraz
- Rapšach
- Ratiboř
- Rodvínov
- Roseč
- Rosička
- Smržov
- Staňkov
- Staré Hobzí
- Staré Město pod Landštejnem
- Stříbřec
- Střížovice
- Studená
- Světce
- Třebětice
- Újezdec
- Velký Ratmírov
- Vícemil
- Višňová
- Vlčetínec
- Volfířov
- Vydří
- Záblatí
- Záhoří
- Zahrádky
- Žďár
- Županovice